# Giles Swayne

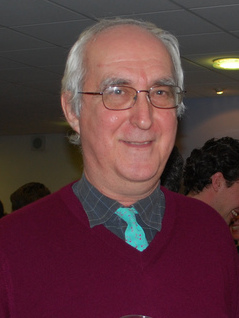
Giles Swayne

Giles Swayne (* 30. Juni 1946 in Hertfordshire) ist ein britischer Komponist.

## Biografie
Seine Kindheit verbrachte Swayne zunächst in Singapur und Australien, später in Liverpool und Yorkshire. Er begann, unterstützt von seiner Cousine Elizabeth Maconchy, bereits im Alter von zwölf Jahren mit dem Komponieren. Nach seiner Schulzeit am Ampleforth College studierte er an der University of Cambridge, wo er unter anderem von Raymond Leppard und Nicholas Maw unterrichtet wurde.
Im Jahr 1968 erhielt er ein Stipendium für die Royal Academy of Music. Dort hatte er Nicholas Maw, Harrison Birtwistle und Alan Bush als Lehrer. In den Jahren 1976 und 1977 besuchte er Kurse bei Olivier Messiaen am Pariser Konservatorium. Eine Studienreise führte ihn 1981/1982 nach Gambia und Senegal. Mit seiner zweiten Frau, einer gebürtigen Ghanaerin, verbrachte er die Jahre 1990 bis 1996 im östlichen Ghana, bevor er wieder nach London zurückging, wo er heute noch lebt und arbeitet.
Swayne unterrichtet Kompositionslehre an der University of Cambridge und ist wissenschaftlicher Mitarbeiter und Composer in Residence am dortigen Clare College.

## Werke (Auswahl)
- CRY, op. 27 für 28 Sänger und elektronische Instrumente, Auftragswerk der BBC, Olivier Messiaen gewidmet, komponiert 1980
- Magnificat, op. 33, für achtstimmigen Chor a cappella, Auftragswerk der Christ Church, komponiert 1982
- Streichquartette 1 – 3, op. 8, 24, 61, komponiert 1971, 1977 bzw. 1993
- HAVOC, op. 83, Fortsetzung von CRY, komponiert 1999
- Riff-raff for Organ, komponiert 1983